# Michael Sikora
Michael Sikora (* 1961 in Köln) ist ein deutscher Historiker. Er ist außerplanmäßiger Professor an der Universität Münster.

## Leben
Sikora studierte Geschichte und Germanistik an der Universität zu Köln (M.A. 1989) und der Ludwig-Maximilians-Universität München. 1994 wurde er bei Johannes Kunisch in Köln mit der Dissertation Disziplin und Desertion. Strukturprobleme militärischer Organisation im 18. Jahrhundert zum Dr. phil. promoviert, wofür er 1996 mit dem Werner-Hahlweg-Preis für Militärgeschichte und Wehrwissenschaften (2. Preis) ausgezeichnet wurde.
Danach war er wissenschaftlicher Assistent an der Westfälischen Wilhelms-Universität in Münster. 2004 habilitierte er sich mit der Arbeit „Mausdreck mit Pfeffer“. Das Problem der ungleichen Heiraten im deutschen Hochadel der Frühen Neuzeit und wurde Privatdozent. Er ist derzeit außerplanmäßiger Professor am Historischen Seminar der Universität Münster. Sikora veröffentlichte in Fachzeitschriften wie Zeitschrift für historische Forschung, Wissenschaft und Frieden und Geschichte und Gesellschaft. Außerdem ist er wissenschaftlicher Mitarbeiter der Scharnhorst-Edition.

## Ausgewählte Rezeption
Sein bei Duncker & Humblot erschienenes Werk Disziplin und Desertion. Strukturprobleme militärischer Organisation im 18. Jahrhundert wurde 1997 durch den Historiker Ralf Pröve in der Historischen Zeitschrift rezensiert: „Die über weite Strecken anschaulich geschriebene Arbeit stellt einen wichtigen Beitrag zur modernen Desertionsforschung dar; es bleibt zu hoffen, daß nun weitere, stärker empirisch sozialgeschichtlich ausgerichtete Studien in den nächsten Jahren sich mit den Ergebnissen des Vf.s auseinandersetzen werden.“
Der Pädagoge Dieter Wunder rezensierte sein Buch Der Adel in der Frühen Neuzeit 2009 auf H-Soz-u-Kult mit: „Sikora ist es mit einer sehr kenntnisreichen und ausgewogenen Darstellung gelungen, ein gut lesbares, teilweise spannend zu lesendes Buch zu schreiben, das anregt und interessante Schwerpunkte setzt. So ist es mehr als eine Einführung geworden. Es wäre zu wünschen gewesen, dass der Verlag die beigegebenen 26 Quellenauszüge von Sikora hätte textkritisch kommentieren lassen. Leider fehlen Bildzeugnisse.“
Der Historiker Walter Demel kommentierte im selben Jahr bei Sehepunkte: „Er hat nicht nur ein sehr breites Spektrum an Themen abgehandelt und zudem eine nahezu vollständige Liste der neuesten Literatur vorgelegt. Er hat vor allem ein lesenswertes Buch geschrieben, das seine Stärke weniger in der Abstraktion bzw. der präzisen rechtlichen Benennung besitzt, dafür aber umso mehr im Anschaulichen, Konkreten.“

## Schriften (Auswahl)
Monografien
- Disziplin und Desertion. Strukturprobleme militärischer Organisation im 18. Jahrhundert (= Historische Forschungen, Band 57). Duncker & Humblot, Berlin 1996, ISBN 3-428-08543-4.
- Der Adel in der frühen Neuzeit (= Geschichte kompakt). Wissenschaftliche Buchgesellschaft, Darmstadt 2009, ISBN 978-3-534-17366-2.

Herausgeberschaften
- mit Ulrich Bröckling: Armeen und ihre Deserteure. Vernachlässigte Kapitel einer Militärgeschichte der Neuzeit (= Sammlung Vandenhoeck). Vandenhoeck & Ruprecht, Göttingen 1998, ISBN 3-525-01365-5.
- mit Tilman Stieve: Gerhard von Scharnhorst. Private und dienstliche Schriften. 7 Bände, Böhlau, Köln 2002–2013.
- mit Tim Neu, Thomas Weller: Zelebrieren und Verhandeln. Zur Praxis ständischer Institutionen im frühneuzeitlichen Europa (= Symbolische Kommunikation und gesellschaftliche Wertesysteme, Band 27). Rhema, Münster 2009, ISBN 978-3-930454-92-1.
- mit Marian Füssel: Kulturgeschichte der Schlacht (= Krieg in der Geschichte, Band 78). Schöningh, Paderborn 2013, ISBN 978-3-506-77736-2.